# Eisenerz

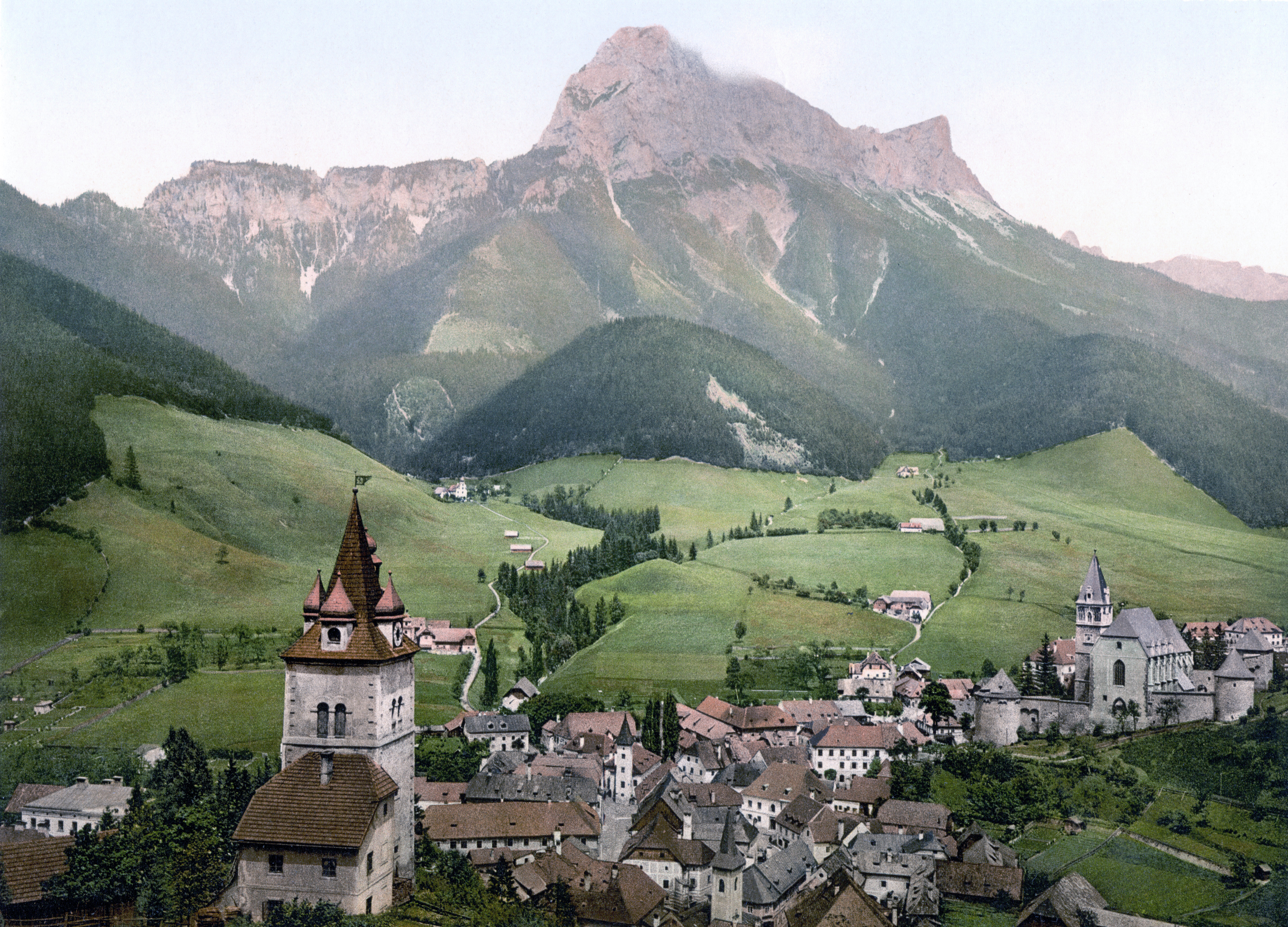
Fotografia de l'any 1900

Eisenerz és un municipi d'Àustria en el districte de Leoben a Estíria.
En alemany Eisenerz significa mena de ferro. L'any 2001 tenia 6.400 habitants. Es troba en la profunda vall d'Erzbach, dominada cap a l'est pel Pfaffenstein (200 m), a l'oest pel Kaiserschild i al sud pel Erzberg. El mineral de ferro que té és la siderita.
Hi ha una important església medieval murallada.
Durant la Segona Guerra Mundial s'hi va establir un subcamp de concentració del de Mauthausen que proporcionava treballadors esclavitzats per a les mines. Actualment a Erzberg s fan carreres de motocross.